# Cadet
Der Cadet ist eine von der ISAF anerkannte Zweihandjolle. Der Name stammt aus dem Englischen und entspricht dem deutschen Kadett oder Seekadett als Bezeichnung für Offiziersschüler.
Der Cadet ist auf allen Kontinenten verbreitet. In einigen Ländern hat er einen festen Platz in der Ausbildung im Sportunterricht. In Europa ist er in fast allen Ländern vertreten, besonders stark in England. Dort hat der Cadet bei Meisterschaften eine ähnliche Verbreitung wie der Optimist.

## Die Geschichte des Cadet
1947 wurde der Cadet von Jack Holt in England entworfen und verbreitete sich schnell um die ganze Welt. 1963/64 tauchten die ersten Cadets in Ostdeutschland auf. Sie fanden ihren festen Platz in der Regattaszene und wurden neben der Optimist-Jolle das Ausbildungsschiff der Jugend. In den 1980er-Jahren entstand eine Cadet-Klassenorganisation in Bayern. Der Cadet konnte sich im Westen Deutschlands nicht durchsetzen, obwohl das Boot in ganz Europa, insbesondere Holland, Belgien, England seinen festen Platz hat.
1993 nahmen deutsche Cadets erstmals wieder an einer Weltmeisterschaft teil. Im Frühjahr 1994 wurde die deutsche Klassenvereinigung – die German Cadetclass Association GerCCA – gegründet, damit begann eine neue Etappe der Cadets im Deutschen Segler-Verband. Die Klassenorganisation übernahm die Organisation des Regattaplanes, Erstellung der Rangliste, Festlegung eines Ausscheidungsmodus für die jährlichen Weltmeisterschaften sowie die Nominierung der deutschen Mannschaften. In jüngster Zeit segeln Cadets auch in Schleswig-Holstein und in Nordrhein-Westfalen.

## MK II oder MK IV
Das Boot ist ein Knickspanter, welches sich wie der Opti auch für den Selbstbau eignet. Der damalige MK I zeichnete sich durch eine sehr einfache glatte Decksform ohne Lufttanks aus. Bereits nach kurzer Zeit erhielt der Cadet mit dem MK II durch ein vorderes und hinteres Schott zwei große Auftriebskörper. Der MK II ist der typische Cadet bis in die 1990er-Jahre, so wie er auch heute noch zu einem großen Teil bei Regatten gesegelt wird. Mitte der 1990er-Jahre erhielt der Cadet mit dem MK IV ein neues überarbeitetes Deck und eine veränderte Großschotführung. Diese Änderungen machen das Boot wieder zu einem modernen Jüngstenboot, bei dem die Vorteile der GFK-Bauweise ausgenutzt wurden. Der MK IV hat in sehr kurzer Zeit eine große Verbreitung gefunden. Trotz der Entwicklung vom ersten Selbstbau-Cadet zum modernen MK IV ist das Unterwasserschiff unverändert, so dass alle Cadets vom MK I bis zum MK IV bei Wettfahrten gegeneinander segeln können und auch konkurrenzfähig bleiben.

## Werften
Werften in England, Holland, Spanien, Polen, Russland, Indien oder Australien haben durch die internationale Klassenvereinigung die Lizenz für den Bau des Cadet erhalten. Neue Boote sind, im Gegensatz zu vielen andern Klassen, komplett regattafertig ausgerüstet und ohne weitere Umbauten siegfähig.

## Regatta und Wettfahrten
In Deutschland gibt es ein breites Regattageschehen, sowohl kleinere Vereinsregatten als auch Ranglistenregatten, WM-Ausscheidungen mit 40 bis 50 Startern und Internationale Deutsche Meisterschaften mit über 50 Teilnehmern. Viele deutsche Segler besuchen Regatten im Ausland, insbesondere Holland (Dutch Open in Rotterdam), in Belgien (Youth SPA Regatta), in der tschechischen Republik (2001 EM) oder in Polen (2010 WM). Bei der Verwendung als Regattaboot ist das Alter der Mannschaft jahrgangsmäßig auf 17 Jahre begrenzt. Häufig gibt es eine Sonderwertungen U14 für die unter 14-Jährigen und ein MK II-Wertung für die älteren Schiffe.
Da der Cadet eine von der ISAF anerkannte Klasse ist, finden jährlich auch Weltmeisterschaften statt. 2002 fand die erste Weltmeisterschaft der Cadets in Deutschland statt. Zum Jahreswechsel 2009/2010 trafen sich die Cadets in Argentinien zur WM. Weiter ging es dann 2010 mit der WM in Polen (Puck). 2011 fand die Weltmeisterschaft wieder in Deutschland (Kühlungsborn) statt.

### Weltmeisterschaften
| Jahr    | Ort                                            | Datum                              | Weltmeister                                               |
| ------- | ---------------------------------------------- | ---------------------------------- | --------------------------------------------------------- |
| 1950    | Burnham – Vereinigtes Königreich               |                                    | D Thorpe, R Pratt – Vereinigtes Königreich                |
| 1951    | Burnham – Vereinigtes Königreich               |                                    | R Ellis, B Ellis – Vereinigtes Königreich                 |
| 1952    | Burnham – Vereinigtes Königreich               |                                    | B W Appleton, R Vines – Vereinigtes Königreich            |
| 1953    | Burnham – Vereinigtes Königreich               |                                    | B Ellis, R Walsh – Vereinigtes Königreich                 |
| 1954    | Burnham – Vereinigtes Königreich               |                                    | B Ellis, R Walsh – Vereinigtes Königreich                 |
| 1955    | Burnham – Vereinigtes Königreich               |                                    | B Ellis, R Walsh – Vereinigtes Königreich                 |
| 1956    | Burnham – Vereinigtes Königreich               |                                    | J Prosser, P Assheton – Vereinigtes Königreich            |
| 1957    | Burnham – Vereinigtes Königreich               |                                    | B Steel, R Steel – Vereinigtes Königreich                 |
| 1958    | Burnham – Vereinigtes Königreich               |                                    | P van Godsenhoven, R Joski – Belgien                      |
| 1959    | Burnham – Vereinigtes Königreich               |                                    | Jacques Rogge, P Rogge – Belgien                          |
| 1960    | Burnham – Vereinigtes Königreich               |                                    | R Pattisson, J Pattisson – Vereinigtes Königreich         |
| 1961    | Burnham – Vereinigtes Königreich               |                                    | P Bateman, T Jenkins – Vereinigtes Königreich             |
| 1962    | Burnham – Vereinigtes Königreich               |                                    | S Clifford, A Harden – Vereinigtes Königreich             |
| 1963    | Burnham – Vereinigtes Königreich               |                                    | I Gray, I Gray – Vereinigtes Königreich                   |
| 1964    | Burnham – Vereinigtes Königreich               |                                    | M Harrison, A Tucker – Vereinigtes Königreich             |
| 1965    | Plymouth – Vereinigtes Königreich              |                                    | N Boult, D Long – Vereinigtes Königreich                  |
| 1966    | Plymouth – Vereinigtes Königreich              |                                    | B Wyszkowsk, A Nowicki – Polen                            |
| 1967    | Montreal – Kanada                              |                                    | Z Kania, K Fick – Polen                                   |
| 1968    | Giżycko – Polen                                |                                    | L Wrobel, E Pietracha – Polen                             |
| 1969    | La Coruña – Spanien                            |                                    | Carl Winters, P Winters – Belgien                         |
| 1970    | Tasmanien – Australien                         |                                    | C Tillett, D Tillet – Australien                          |
| 1971    | Whitstable – Vereinigtes Königreich            |                                    | P Marchant, M McCaffrey – Vereinigtes Königreich          |
| 1972    | Split – Kroatien                               |                                    | G Owens, R Bradshaw – Vereinigtes Königreich              |
| 1973    | Veere – Niederlande                            |                                    | N Barrow, G Grimes – Vereinigtes Königreich               |
| 1974    | Troia – Portugal                               |                                    | F Bucek, A Bucek – Australien                             |
| 1975    | Triest – Italien                               |                                    | Ian Videlo, Karen Videlo – Vereinigtes Königreich         |
| 1976    | Mumbai (Bombay) – Indien                       |                                    | Keith Videlo, D Green – Vereinigtes Königreich            |
| 1977    | Monnickendam – Niederlande                     |                                    | Simon Girven, J Con – Vereinigtes Königreich              |
| 1978    | Glenelg – Australien                           |                                    | D Rees, G Maddock – Australien                            |
| 1979    | Torquay – Vereinigtes Königreich               |                                    | R Behrens, J Keating – Australien                         |
| 1980    | Ankara – Türkei                                |                                    | C Castrillo, F Naviera – Argentinien                      |
| 1981    | Buenos Aires – Argentinien                     |                                    | R Saubidet, J Saubidet – Argentinien                      |
| 1982    | Cartagena – Spanien                            |                                    | R Mohr, D Pepping – Niederlande                           |
| 1983    | Brouwershaven – Belgien                        |                                    | G Parada, M Parada – Argentinien                          |
| 1984    | Lake Valance – Ungarn                          |                                    | M Parada, Mathias Blanco – Argentinien                    |
| 1985    | Melbourne – Australien                         |                                    | R Drontmann, M Van Velden – Niederlande                   |
| 1986    | Laredo – Spanien                               |                                    | P Burnell, N Behren – Australien                          |
| 1987    | Pwllheli – Vereinigtes Königreich              |                                    | P Burnell, R Manadu – Australien                          |
| 1988    | Mumbai (Bombay) – Indien                       |                                    | C Cama, A Ved – Indien                                    |
| 1989    | Andijk – Niederlande                           |                                    | A O Novoa, P Candaras – Spanien                           |
| 1990    | Puck – Polen                                   |                                    | J Lea, J Ward – Vereinigtes Königreich                    |
| 1991    | Buenos Aires – Argentinien                     |                                    | F Paillot, Eizayaga – Argentinien                         |
| 1992    | Balaton – Ungarn                               |                                    | J Conte, F Alema – Argentinien                            |
| 1993    | Nieuwpoort – Belgien                           |                                    | J de la Fuente, M de la Fuent – Argentinien               |
| 1994    | Tasmanien – Australien                         |                                    | K-Jon van Avermaete, A Grimaldi – Argentinien             |
| 1995    | Mallorca – Spanien                             |                                    | S Marcone, J Izquierdo – Argentinien                      |
| 1996    | Mumbai (Bombay) – Indien                       |                                    | A Baudoino, A Smurra – Argentinien                        |
| 1997    | Torquay – Vereinigtes Königreich               |                                    | A Baudoino, A Smurra – Argentinien                        |
| 1998    | Kurenpolder – Niederlande                      |                                    | F Alonso, A Esquibe – Argentinien                         |
| 1999    | Geelong – Australien                           |                                    | G Pollitzer, M Manrique – Argentinien                     |
| 2000    | Gdynia – Polen                                 |                                    | S Carter, R Graves – Vereinigtes Königreich               |
| 2001/02 | Buenos Aires – Argentinien                     | 27. Dezember 2001 – 6. Januar 2002 | F Gwozdz, F A De Mare – Argentinien                       |
| 2002    | Ribnitz-Damgarten – Deutschland                | 17. Juli – 27. Juli 2002           | M Pellegrino, S Verdino – Argentinien                     |
| 2003    | Nieuwpoort – Belgien                           | 30. Juli – 3. August 2003          | Maria Agustina Torre, Maria del Rosar Torre – Argentinien |
| 2004/05 | Adelaide – Australien                          | 26. Dezember 2004 – 4. Januar 2005 | M Bologna, R Torre – Argentinien                          |
| 2005    | Sanxenxo – Spanien                             | 16. Juli – 25. Juli 2005           | James Rusden, Erin Clark – Vereinigtes Königreich         |
| 2006    | Ungarn                                         | 21. Juli – 30. Juli 2006           | Francisco Cosentino, Sancho Castro – Argentinien          |
| 2007    | Pwllheli – Vereinigtes Königreich              | 1. August – 10. August 2007        | Francisco Cosentino, Sancho Castro – Argentinien          |
| 2008    | Medemblik – Niederlande                        | 30. Juli – 8. August 2008          | Quinten Lauwers, Nele De Munck – Belgien                  |
| 2009/10 | Buenos Aires – Argentinien                     | 26. Dezember 2009 – 4. Januar 2010 | Clara Cosentino, Cristobal Billoch – Argentinien          |
| 2010    | Puck – Polen                                   | 22. Juli – 31. Juli 2010           | Malecki Krzysztof, Mickiewicz Mikolaj – Polen             |
| 2011    | Kühlungsborn – Deutschland                     | 27. Juli – 5. August 2011          | Maciej Kamiński, Szymon Ostrowski – Polen                 |
| 2012    | Hobart – Australien                            | 27. Dezember 2012 – 4. Januar 2013 | Oleksandr Izarov, Andriy Kalinchuk – Ukraine              |
| 2013    | Nieuwpoort – Belgien                           | 25. Juli – 3. August 2013          | Igor Lvov, Vladislav Ymenko – Ukraine                     |
| 2014    | Weymouth and Portland – Vereinigtes Königreich | 15. August 2014 – 22. August 2014  | Thomas Alexander, Sophie Alexander – Australien           |
| 2015    | Fraglia Vela Riva – Italien                    | 25. Juli 2015 – 7. August 2015     | Sam Abel, Hugo Allison – Australien                       |
| 2017    | Bruinisse – Niederlande                        | 5. August 2017 – 11. August 2017   |                                                           |

### Europameisterschaften
Die Europameisterschaften der Cadets finden immer in den Jahren statt, in denen die Weltmeisterschaft außerhalb von Europa ist.
| Jahr | Ort                               | Datum                     | Europameister                                           |
| ---- | --------------------------------- | ------------------------- | ------------------------------------------------------- |
| 2001 | Lipno – Tschechien                | 21. Juli – 28. Juli 2001  | Jim Haverhals, Roger De Munck – Belgien                 |
| 2004 | Weymouth – Vereinigtes Königreich | 24. Juli – 30. Juli 2004  | Petr Fiala, Hynek Barkman – Tschechien                  |
| 2009 | Almería – Spanien                 | 18. Juli – 24. Juli 2009  | Christopher Brewer, Ole Alcock – Vereinigtes Königreich |
| 2012 | Carnac – Frankreich               | 21. Juli – 26. Juli 2012  | Piotr Szlachcic, Lukasz Czerwiec – Polen                |
| 2016 | Tihany – Ungarn                   | 29. Juli – 6. August 2016 | Paweł Grabowski, Krystian Krysiak – Polen               |

## Ausbildungsschiff im Jüngstenbereich
Der Cadet feierte 1997 in neuem Outfit seinen 50. Geburtstag. Es wurden über 9.500 Stück von dem Zweimannboot gebaut. Weltweit gibt es 18 Länder mit einer Cadet Klassenvereinigung und auch mehrere Länder ohne Klassenvereinigungen die den Cadet segeln.
Das Team im Zweihandboot bilden ein Steuermann im Alter bis 17 Jahren  und ein Vorschoter im Alter ab ca. 7 Jahren. So kann der ältere, aber erfahrene Steuermann seinem meist noch unerfahrenen Mitsegler alle seine Erfahrungen und Tricks weitergeben.
Es ist daher ein ideales Ausbildungsschiff für den Jüngstenbereich mit Spinnaker. Das Boot fordert sämtliche Qualitäten eines Steuermanns beim Trimm und der Führung der jungen Mannschaft.